# Kasteel van Tihange

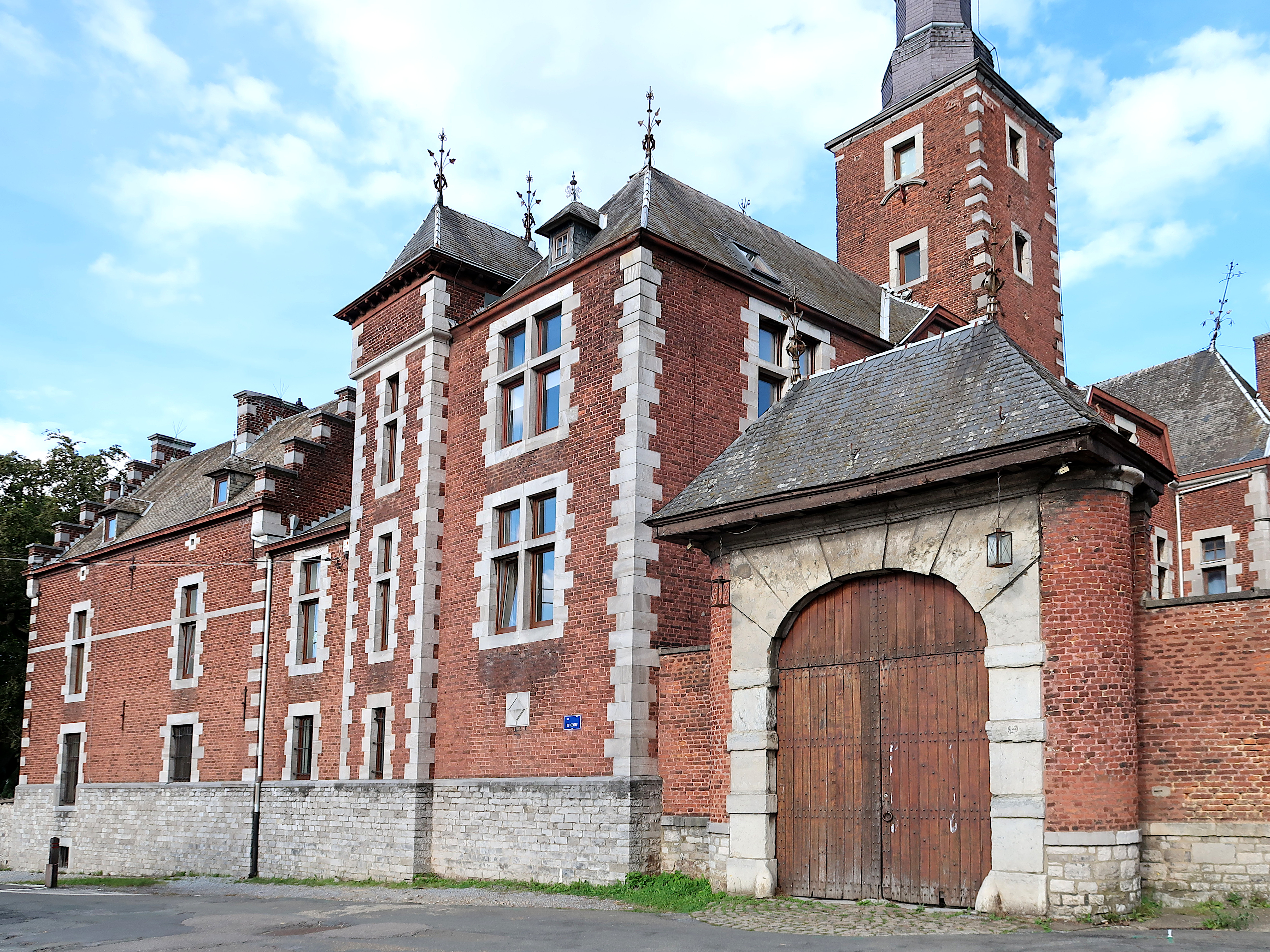

Het kasteel van Tihange is een 16e-eeuws kasteel in Maaslandse renaissance. Het ligt in het Luikse dorp Tihange in de gemeente Hoei aan de Rue du Centre 12.

## Geschiedenis
In de 12e eeuw was het kasteel de zetel van de heerlijkheid Tihange, die een leen was van het prinsbisdom Luik. Deze omgrachte versterking omvatte onder meer een toren en een kapel. Tegen de 16e eeuw was ze tot een ruïne vervallen. 
Charles de Pottier liet het kasteel in 1576 volledig herbouwen in Maaslandse stijl. Buiten de grachten liet hij tuinen aanleggen. In 1685 werd het kasteel uitgebreid door Jean-Baptiste de Nuvolara, waarbij de toren een nieuwe bekroning kreeg. Een volgende transformatieproject onder de familie Van den Steen kende geen uitvoering, hoewel Remacle Leloup er een prent van maakte voor Les Délices du Pays de Liège. 
In 1879 kocht Prosper Poswick het vervallen kasteel aan. Hij voerde een ingrijpende renovatie door, die de stijl van het gebouw grotendeels respecteerde. De drooggevallen grachten liet hij dempen. In 2003 verkocht de familie Poswick het kasteel aan Laurent Gaspar, maar die kon de noodzakelijke werken niet bekostigen en deed het na enkele jaren van de hand aan Russen.

## Voetnoten
1. ↑  "Le châtelain  de Tihange devenu meunier – Proprio du Moulin de Moxhe depuis 10 ans", La Meuse, 17 juli 2017